# 法明頓 (肯塔基州)
法明頓（英語：Farmington）是位於美國肯塔基州格雷夫斯縣的一個人口普查指定地區。

## 人口
根據2020年美國人口普查的數據，法明頓的面積為4.01平方千米，當中陸地面積為3.97平方千米，而水域面積為0.04平方千米。當地共有人口234人，而人口密度為每平方千米58.35人。